# مرادآباد (قزوین)
مرادآباد یک روستا در ایران است که در بخش رودبار الموت غربی شهرستان قزوین در استان قزوین واقع شده‌است.

## جمعیت
این روستا در دهستان رودبار محمد زمانی قرار دارد و براساس سرشماری مرکز آمار ایران در سال ۱۳۸۵، جمعیت آن ۲۵ نفر (۱۲ خانوار) بوده‌است.